# Rubén Maldonado
Rubén Darío Maldonado Brizuela (Asunción, Paraguay; 25 de abril de 1978) es un exfutbolista paraguayo que se desempeñaba como defensa. A lo largo de su carrera jugó en su país, en Italia,Chile,Brasil y en la Argentina.

## Trayectoria
Inició su carrera en el Olimpia de su país. Más tarde emigra a Italia en donde permanece durante varias temporadas en el Venezia, alternando un año en el Cosenza. En 2005 es incorporado por el Napoli con el que lograría sucesivos ascensos, desde la tercera categoría del balompié italiano, a la que había sido relegado tras la quiebra en 2004, hasta la principal. En 2008 es cedido a préstamo al Chievo Verona. En agosto de ese mismo año regresa a Sudamérica para incorporarse al Gimnasia y Esgrima La Plata de Argentina. El defensor, que surgió de 
las inferiores del Decano, regresa al club después de 10 temporadas. Después de su paso por Olimpia pasa al Club Sportivo Carapegua en el 2012 recién ascendido en ese tiempo. Luego de una gran temporada es transferido a Boca Unidos de Corrientes, donde estuvo hasta finales del 2014. También jugó en las filas de Guaraní, Nacional y Tacuary, donde se retiró en 2017.

## Selección nacional
Ha sido internacional con la selección sub-20 y la selección mayor de Paraguay.

### Participaciones en Copas del Mundo sub-20
| Mundial                       | Sede    | Año  | Resultado        |
| ----------------------------- | ------- | ---- | ---------------- |
| Copa Mundial de Fútbol Sub-20 | Nigeria | 1999 | Octavos de final |

## Clubes
| Club                   | País      | Año       |
| ---------------------- | --------- | --------- |
| Olimpia                | Paraguay  | 1997-2000 |
| Venezia                | Italia    | 2000-2001 |
| Reggina (cedido)       | Italia    | 2001-2002 |
| Venezia                | Italia    | 2002-2005 |
| Napoli                 | Italia    | 2005-2007 |
| Chievo Verona (cedido) | Italia    | 2007-2008 |
| Gimnasia y Esgrima LP  | Argentina | 2008-2010 |
| Olimpia                | Paraguay  | 2010-2012 |
| Carapeguá              | Paraguay  | 2012-2013 |
| Boca Unidos            | Argentina | 2015      |
| Guaraní                | Paraguay  | 2015      |
| Nacional               | Paraguay  | 2016-2017 |